# Morgan De Sanctis
Morgan De Sanctis (Guardiagrele, 26 de març de 1977) és un exfutbolista italià, que ocupava la posició de porter.

## Trajectòria
Després de tres anys jugant a la Pescara Calcio, de la Serie B italiana, fitxa per la Juventus FC, tot i que és suplent i només suma tres partits en dos temporades. El 1999 marxa a la Udinese Calcio, on el principi és suplent de Luigi Turci. A partir de la temporada 02/03 es fa amb la titularitat. Amb el conjunt d'Udine disputa 194 partits, fins que al juliol del 2007 recala al Sevilla FC, que el cedeix al Galatasaray Spor Kulübü a la temporada 08/09.
La temporada campanya 09/10, el porter retorna al seu país, tot fitxant per la SSC Napoli.

## Selecció italiana
De Sanctis va ser internacional per Itàlia en tres ocasions. Ha format part del combinat del seu país a l'Eurocopa del 2008 i a la Copa Confederacions del 2009.
Amb la selecció olímpica va acudir als Jocs olímpics de Sydney 2000.